# Operationsmikroskop

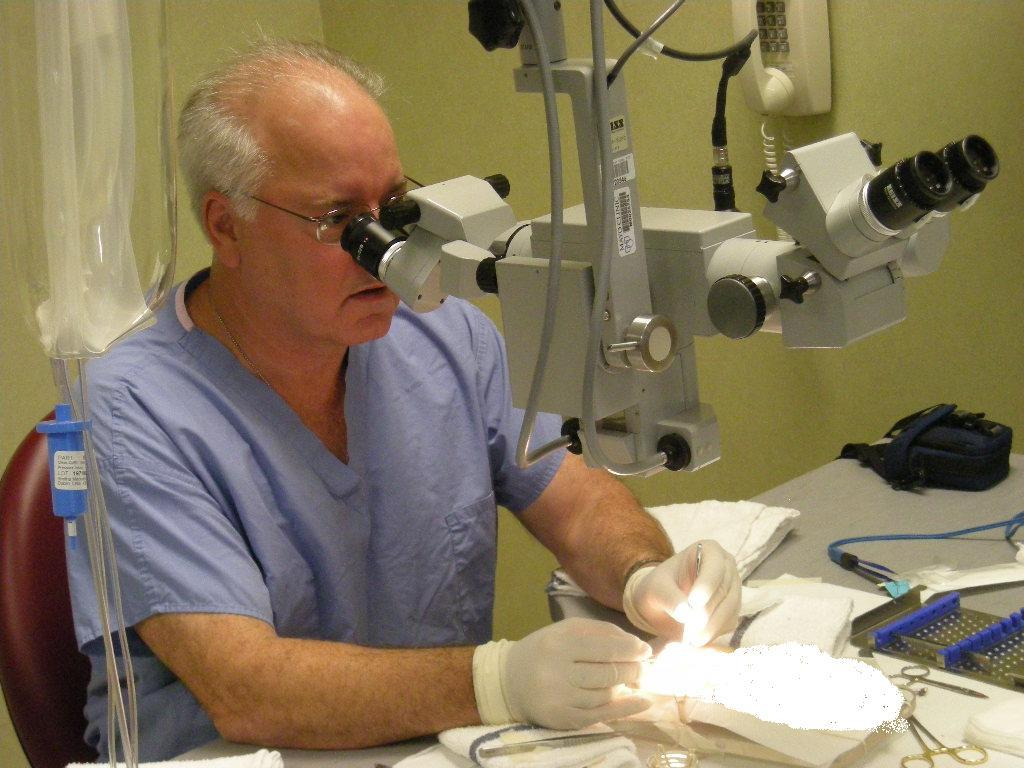
Ein Podologe bereitet sich auf einen mikrochirurgischen Eingriff mit einem Operationsmikroskop vor.

Das Operationsmikroskop ist ein in der Minimalinvasiven Chirurgie und Mikrochirurgie angewandtes Mikroskop mit niedriger Vergrößerung (ca. 6- bis 40fach) und einem aufrechten dreidimensionalen Bild. Die Vergrößerung geht über die einer Lupenbrille hinaus. Es kommt im medizinischen Bereich bei fast allen operativen Richtungen zum Einsatz.

## Geschichte
Das Operationsmikroskop wurde erstmals im September 1921 von  Carl Olof Siggesson Nylen bei einem oto-rhino-laryngologischen Eingriff eingesetzt. 1922 modifizierte Nyléns Chef und Lehrer G. Holmgren (1875–1954) ein binokulares Mikroskop von Carl Zeiss durch Hinzufügen einer Lichtquelle und einer Standvorrichtung, um es bei Fenestrationsoperationen einzusetzen. 1950 wurde es in die Augenheilkunde eingeführt. Horst Ludwig Wullstein baute, unzufrieden mit den damals eingesetzten starren Dissektionsmikroskopen, ein eigenes, deutlich beweglicheres Operationsmikroskop.

## Vorteile gegenüber der Lupenbrille

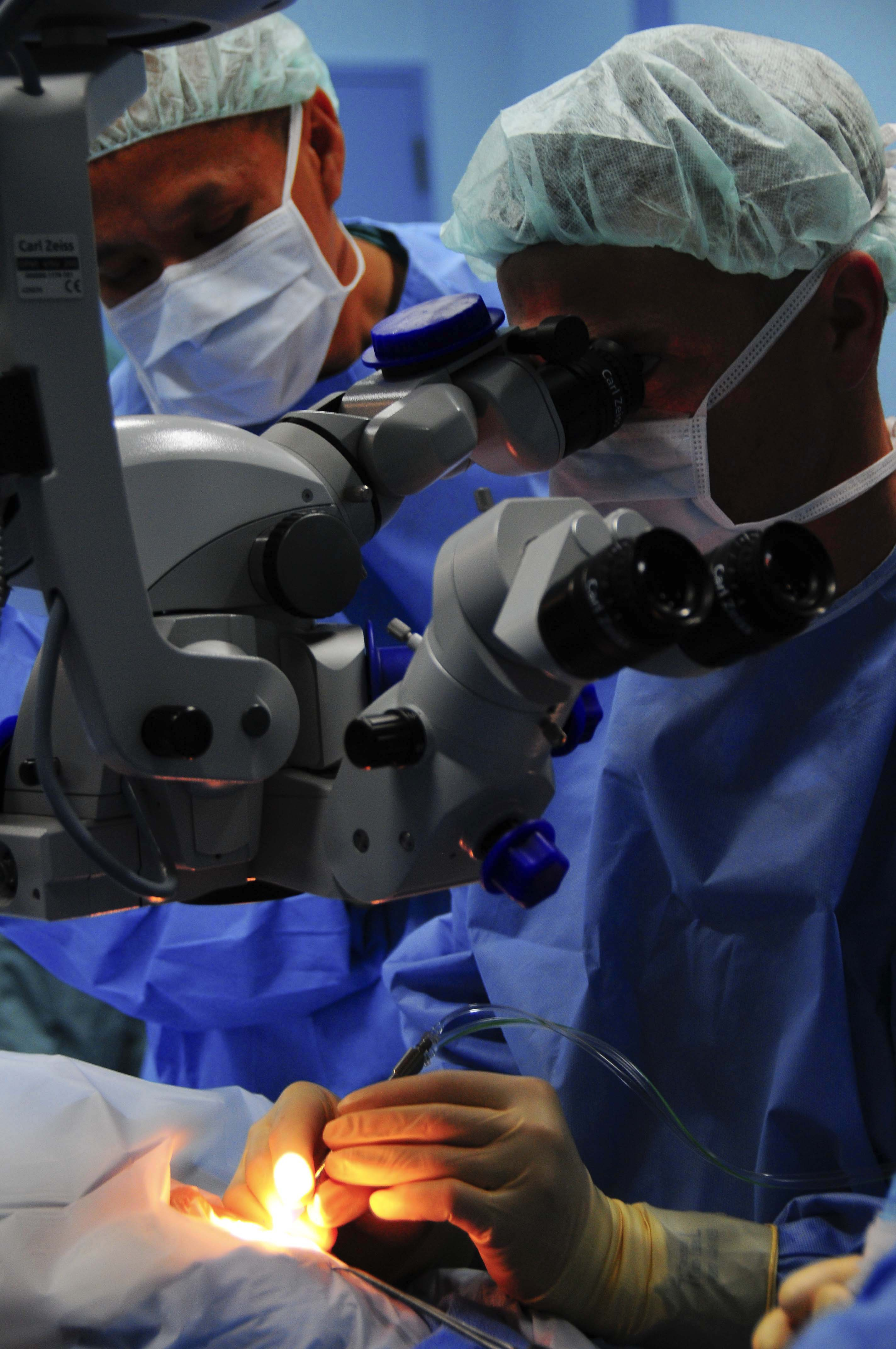
Operations-Mikroskop mit Standfuß und Mitbeobachterstation für die Mikrochirurgie

Gegenüber der Lupenbrille ist eine stärkere Vergrößerung möglich (bis zu 40- statt 2- bis 7-fach); es ergibt sich ein ruhigeres Operationsfeld, da unwillkürliche Kopfbewegungen das Sichtfeld nicht stören; und Operateur sowie Assistent sehen das gleiche Operationsgebiet, ohne mit dem Kopf dem Operationsgebiet zu nahe kommen zu müssen. Im Gegensatz zu einer Lupenbrille folgen Sicht und Beleuchtung einem fast identischen Strahlengang, wodurch das Operationsfeld wesentlich besser ausgeleuchtet wird. Bei einer Trennung des Strahlengangs mit beweglichem Mitbeobachtersystem sind auch unterschiedliche Fokussierungen innerhalb des Operationsgebietes möglich.
Durch die zusätzliche Verwendung von Kamerasystemen innerhalb des Mikroskops sind auch digitale Vergrößerungen und die Dokumentation der Operation sowie die Übertragung des Operationsfeldes zu weiteren Monitoren möglich.
Es gibt auch Systeme, die mit Spezialkameras den Blutstrom im Gewebe (IR-Kamera) sowie besondere Gewebebereiche (Krebszellen-Fluoreszenz) erfassen und über Monitore sowie über Mikrodisplays optisch einblenden können. Damit können dem Operateur Hilfslinien und Gewebegrenzen aus einer MRT- oder Röntgenuntersuchung zugespielt werden.
Mittels geeigneter Bildverarbeitungssysteme können diese virtuellen Gewebegrenzen auch im Raum gedreht und der Position des jeweiligen Betrachters angepasst werden. Auch die 3D-Analyse und Schnitteinspielung eines OP-Gebietes sind möglich.

## Spezielle Ergänzungen
Das Mikroskop kann mit einer speziellen sterilen Folie (Drape) abgedeckt werden, was die Sicht nicht stört, jedoch aseptisches Arbeiten ermöglicht.
Um eine einfache Bedienung sowie ein ruhiges Bild sicherzustellen, sind große Mikroskope auf Standfüßen montiert und mit einem aktiven Brems-Balance-System ausgestattet, das meistens mit Handgriffen bedient wird und ein leichtgängiges Verändern der Position ohne Kraftaufwand ermöglicht.
Der Operateur kann Fokussierung und Vergrößerung des Mikrospos mit Fußtasten einstellen. Einige Mikroskope bieten darüber hinaus die Möglichkeit, die Bremsen mit einem elektronisch gesteuerten Mechanismus zu entriegeln, der über einen Mundtaster bedient wird.

## Hersteller
Operationsmikroskope wurden u. a. von Carl Zeiss Meditec, Leica Microsystems, Möller-Wedel, Arri Medical und Kaps Optik hergestellt.